# Seeschlacht bei Männedorf
Etzel · Pfäffikon · Grüningen I · Freienbach · Blickensdorf · Hirzel · Bremgarten · Regensberg · Grüningen II · St. Jakob an der Sihl · Greifensee · St. Jakob an der Birs · Erlenbach I · Koblach · Sargans · Wil · Kirchberg · Wolfhalden · Obertoggenburg · Wigoltingen · Erlenbach II · Männedorf · Wollerau · Ragaz
Die Seeschlacht bei Männedorf wurde im Verlauf des Alten Zürichkriegs am 29. Oktober 1445 ausgetragen. Die Gegner waren auf der einen Seite die Kriegsflotte der Reichsstadt Zürich und auf der anderen Seite die Flotte des eidgenössischen Ortes Schwyz.
Die Schlacht war die grösste militärische Begegnung auf dem Zürichsee zwischen den beiden Orten und die grösste Begegnung zu Wasser in diesem Krieg überhaupt.

## Vorgeschichte
Im Kriegsjahr 1445 verschob sich der Krieg zunehmend in die Ostschweiz, da das gesamte Territorium der Stadt Zürich seit deren Niederlage in der Schlacht bei St. Jakob an der Sihl im August 1443 weitgehend von den Eidgenossen besetzt war. Einzige Ausnahme blieb die am oberen Zürichsee gelegene Stadt Rapperswil, die 1443 zunächst elf Tage und im Jahr darauf volle sieben Monate, von April bis November, belagert wurde. Auch 1445 wurde die Stadt bereits im April wieder eingeschlossen und bis im November belagert. Für Zürich ging es in erster Linie darum, die eingeschlossene verbündete Stadt wie schon im Vorjahr mit Nahrung zu versorgen, da eine Versorgung über Land aufgrund der gegnerischen Besatzungen im Zürcher Oberland und am rechten Seeufer zunehmend erschwert wurde. Also wurde die Versorgung von Rapperswil so gut wie möglich über den Zürichsee abgewickelt. Für Schwyz, das einige Anstrengungen für den Aufbau einer eigenen Flotte unternahm, ging es darum, dies zu unterbinden.
Bereits 1444 liess Schwyz ein Schiff namens «Schnecke» bauen, das 70 Mann fasste und mit Stein- und Tarrisbüchsen bewehrt war. Später folgten der «Kiel» und die «Gans», die 30 beziehungsweise 36 Meter massen. Von der Gegenseite besonders gefürchtet war der «Bär», der ebenfalls 36 Meter mass, aber bis zu 600 Mann aufnehmen konnte und mit Brustwehren, Schirmdächern und zwei Büchsen bewehrt war. Die grössere der beiden Büchsen, die den Zürchern am 25. Oktober 1440 in Walenstadt im Zuge der Eroberung des Sarganserlandes abgenommen wurde, verschoss allerdings nur Holzkugeln. Mit diesen und anderen Schiffen behaupteten die Schwyzer 1444–1445 weitgehend den Zürichsee und führten Plünderungszüge auf beiden Seeseiten aus.

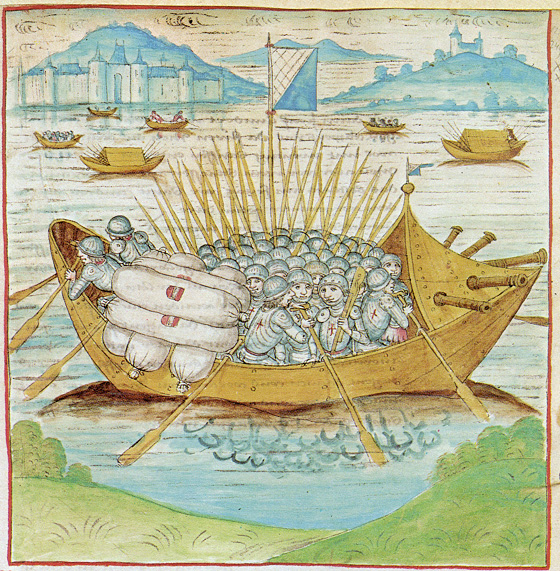
Diebold Schilling d. Ä.: Amtliche Chronik (1483): Pikeniere aus Zürich

Herzog Albrecht VI. von Österreich gab zwei Schiffe in Auftrag, die angeblich in Bregenz erbaut, über den Bodensee nach Diessenhofen gebracht, dort demontiert und auf dem Landweg über Winterthur nach Zürich verfrachtet wurden. Jedes trug 200 grosse Büchsen und fasste – je nach Angabe – 200 bis 400 Mann. Mit diesen beiden Schiffen und einem starken Aufgebot unter Herzog Albrecht, das sich am 26. November 1444 in Winterthur besammelte, um von der Landseite her anzugreifen, gelang es am 27. November, die Seeblockade zu durchbrechen und das belagerte Rapperswil zu versorgen, dennoch beherrschte Schwyz Ende 1444 weitgehend den See. In der ersten Jahreshälfte 1445 fanden mehrere amphibische Plünderungszüge der Schwyzer an beiden Ufern des Zürichsees statt.
Ende Juli 1445 wurde von Zürcher Seite im Wald in Zollikon eine Menge Holz für zwei neue Kriegsschiffe geschlagen, die die Namen «Gans» und «Ente» erhielten und im Herbst einsatzbereit waren. Die «Gans» war grösser als der «Bär» der Schwyzer und trug gegen 800, die kleinere «Ente» um 500 Mann. Beide wurden mit Schirmdächern, Brustwehren und Schiessscharten versehen und waren mit Büchsen und Handgeschütz bestückt. Durch die zahlreichen Riemen waren die Schiffe zudem auch schneller als die Schwyzer Flotte. Mit den beiden neuen Schiffen sollte die Seeherrschaft zurückerlangt und das seit April erneut belagerte Rapperswil entsetzt werden. Ein zusätzliches Ziel war der Entsatz der beiden kleineren Bregenzerschiffe, die seit dem 24. September nach einer geglückten Waffen- und Munitionslieferungsaktion der Zürcher isoliert im Rapperswiler Hafen lagen.

## Verlauf

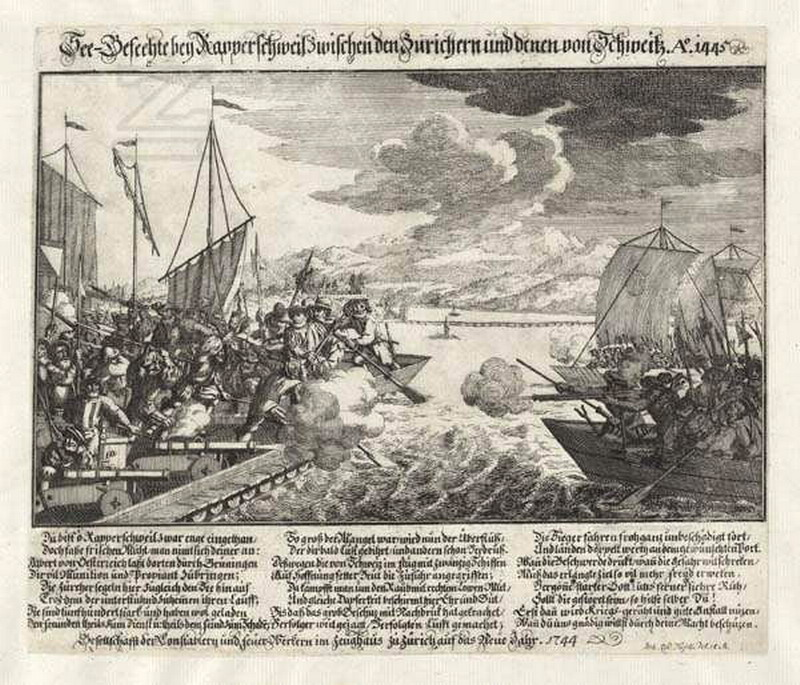
Seegefechte bei Rapperswil

Die Zürcher hatten ihren vierten Verproviantierungszug mit den Rapperswilern auf den 29. Oktober verabredet. Sie brachen am festgesetzten Tag mit einer Seemacht von insgesamt zwölf Kriegs- und Proviantschiffen auf, um einerseits Rapperswil zu versorgen und andererseits die Seeherrschaft der Schwyzer zu brechen und deren Flotte unschädlich zu machen. Zugleich wollten sie nach Möglichkeit die 1440 im Kilchberger Frieden verlorenen Höfe und zudem die March erobern. «Sie welltend das tuon über sew und land und daran lib und leben binden.».
Sobald die Zürcher Schiffe in Sichtweite der Schwyzer kamen, zog auch deren gesamte Flotte von insgesamt 20 Schiffen und Flössen aus. Auf der Höhe von Männedorf erreichten sich die beiden Flotten, und es kam zum Kampf. Die beiden Schiffsarmaden fuhren ineinander und versuchten, dem Gegner mit ihren Geschützen grösstmöglichen Schaden zuzufügen. Der Kampf blieb einige Zeit unentschieden, da sich keine Seite einen entscheidenden Vorteil verschaffen konnte. Die Wende zugunsten der Zürcher brachten die beiden Bregenzerschiffe, die in den Kampf eingriffen. Das hartnäckige Gefecht dauerte bis zum Abend, als die Schwyzer «Gans» sich vom Kampfplatz zurückziehen musste, da sie stark zerschossen und ein Teil ihrer Mannschaft verwundet war. Auch das Floss «Bär» musste sich wegen Munitionsmangel an Pulver und Steinen nach Bäch zurückziehen. Der nun in der Defensive kämpfenden Schwyzer vordringlichstes Ziel war, den Rückzug der schwyzerischen Flotte zu decken. Dem «Kiel» gelang dies, indem er noch einige Zeit standhielt, bis er von den Zürcher Schiffen umringt und stark beschädigt ebenfalls den Rückzug nach Pfäffikon antreten musste. Der Weg zur Versorgung von Rapperswil war für die Zürcher nun frei. Die eintretende Nacht setzte den Kampfhandlungen endgültig ein Ende. Die Schwyzer hatten beträchtliche Verluste; Hans Fründ gibt allerdings nur 16 Tote an.
Die Zürcher Flotte verblieb zwei Tage in Rapperswil. Am 31. Oktober zog sie sich unter Mitnahme der beiden Bregenzerschiffe, die an die Flösse gebunden wurden, unbehelligt nach Zürich zurück.

## Folgen
Die Verproviantierung von Rapperswil konnte durchgeführt werden, und die seemännisch tüchtigeren Zürcher errangen nun die Vorherrschaft auf dem See, doch gelang es an diesem Tag zunächst nicht, die gegnerische Flotte gänzlich zu vernichten. Als direkte Folge der Seeschlacht bei Männedorf wurde jedoch die dritte und letzte Belagerung von Rapperswil durch die Schwyzer im November aufgehoben.
In der Nacht vom 15. auf den 16. Dezember erfolgte ein Zürcher Angriff unter Hans von Rechberg über den See und über Land auf beiden Seeufern, die zur Schlacht bei Wollerau führte. Diese Schlacht entschied sich zugunsten der Schwyzer, doch gelang es den Zürchern immerhin, das Floss «Bär» wegzuführen und so ihre 1440 verlorene grosse Büchse zurückzuholen.
Ein weiteres Auslaufen der Zürcher Flotte am 24. Dezember, um insbesondere den «Kiel» und die «Gans» unschädlich zu machen, führte zu einer vollständigen Vernichtung der bei Pfäffikon und Altendorf angebundenen Schwyzer Flotte. Bis zum Waffenstillstand am 12. Juni 1446 führten die Zürcher nun ihrerseits mehrere amphibische Plünderungszüge aus.